# Distretto di Chenghua
Il distretto di Chenghua (成华区S, Chénghuá QūP) è un distretto della Cina, situato nella provincia di Sichuan e amministrato dalla città sub-provinciale di Chengdu.